# Línea RER E
La línea E de RER, también conocida como Éole (acrónimo de "Est-Ouest liaison express", su nombre oficial) une el este del área metropolitana de París a la nueva estación subterránea de Haussmann - Saint-Lazare, cercana a Saint-Lazare. Fue inaugurada el 12 de julio de 1999 por Lionel Jospin.

## Historia

### Funciones
Éole cumple cuatro funciones principales:
- Mejorar los enlaces entre el área metropolitana oriental y el centro de París, sobre todo el barrio de Opéra-Saint-Lazare con un importante área de negocios.
- Establecer un enlace rápido en París entre dicho área de negocios y las estaciones del norte y del este, terminales de TGV Norte, Eurostar, Thalys, TGV Este-Europeo, en 3 min.
- Permitir correspondencias más sencillas entre el este y el oeste de la región Île de France.
- Descongestionar la línea A, saturada en hora punta.

### Cronología de la línea
- 15 de noviembre de 1991: declaración de interés público.
- 12 de julio de 1999: Inauguración de la línea RER E.
- 14 de julio de 1999: Puesta en servicio del primer ramal a Chelles - Gournay.
- 30 de agosto de 1999: Puesta en servicio del segundo ramal a Villiers-sur-Marne - Le Plessis-Trévise.
- 14 de diciembre de 2003: Ampliación del segundo ramal hasta Tournan, terminal suburbano que da servicio al municipio de Tournan-en-Brie.
- 13 de diciembre de 2015: Puesto en servicio de la estación Rosa Parks.

### Costes
El coste total de las obras, estimado al principio en 950 millones de euros, aumentó hasta alcanzar más o menos 100000 millones de euros. Según alega la SNCF, este importante sobrecoste es debido, principalmente, a las modificaciones del proyecto por el estado del subsuelo y la crisis inmobiliaria.
Al total de las obras se añade el precio de compra de las 53 unidades MI2N, aproximadamente 610 millones de euros.

### Ampliaciones

#### Estación de Évangile
El proyecto más avanzado sobre el futuro de la línea E comienza con el contrato del plan estado-región 2000-2006 y contiene la construcción de una nueva estación, Évangile, a la altura de la calle homónima de París, cuya apertura se prevé para 2014 con una correspondencia con el tranvía de maréchaux norte y el tranvía Tram'y mejorando el servicio del barrio de la Puerta de Aubervilliers.
La estación de la calle Évangile se inauguró el 13 de diciembre de 2015 y llevó el nombre de Rosa Parks (nombre que conserva a fecha de 15 de mayo de 2024). Esta denominación se había decidido el 1 de febrero de 2011.

#### Hacia el oeste
El proyecto SDRIF de febrero de 2007 prevé una prolongación de la línea al oeste hacia La Défense en el marco del proyecto ELEONOR.
Hay dos soluciones posibles:
1. Un túnel entre Haussmann-Saint Lazare y Pont-Cardinet. Solución menos cara que permitiría la cobertura de la zona comercial de Batignolles.
2. Un túnel directo hasta La Défense, más caro, pero aliviaría la línea RER A y permitiría correspondencia con la línea RER C y la línea 3 de metro. La EPAD propone un túnel pasando por Porte Maillot (RER C y 1 de metro), La Défense y Nanterre - La Folie.

El Contrato del Plan Estado-Región 2007-2013 contiene créditos para estudios de ambas versiones.

#### Hacia el este
Se prevé a largo plazo prolongar el ramal E2 (destino Chelles-Gournay) hasta Meaux y Vitry le Francois.
También existe un proyecto de creación de un tercer ramal RER aprovechando la antigua circunvalación grande, a partir de Nogent-le-Perreux que acabe en Champigny-Saint-Maur o La Varenne-Chennevières con correspondencia con la línea RER A (ramal A2) y se construiría una nueva estación en Champigny-sur-Marne, Le Plant-Champigny, pero de momento ha sido aplazado.

## Trazado

Trazado geográfico de la línea

Saliendo del túnel, la línea E utiliza las vías suburbanas de las líneas siguientes:
- Línea París - Estrasburgo en el ramal de Chelles - Gournay.
- Línea París - Mulhouse de Noisy-le-Sec à Gretz-Armainvilliers y la Línea Gretz-Armainvilliers - Sézanne hasta Tournan.

## Estaciones y correspondencias
|  |   |    |    |    | estaciones                              | zona | municipio                                              | correspondencia                                                          |
|  | - | -- | -- | -- | --------------------------------------- | ---- | ------------------------------------------------------ | ------------------------------------------------------------------------ |
|  |   | o  |    |    | Nanterre-la-Folie                       | 3    | Nanterre                                               | (futuro) Ligne nouvelle Paris-Normandie (futuro)                         |
|  |   | o  |    |    | La Défense                              | 3    | Puteaux, Courbevoie                                    | (futuro)                                                                 |
|  |   | o  |    |    | Neuilly - Porte Maillot                 | 1    | XVII Distrito de París                                 |                                                                          |
|  |   | o  | E1 | E1 | Haussmann - Saint-Lazare                | 1    | IX Distrito de París                                   | Paris Saint-Lazare Intercités, Normandia                                 |
|  |   | o  |    |    | Magenta                                 | 1    | X Distrito de París                                    | Gare du Nord : · Alta Francia · TGV · Gare de l'Est · Vallée de la Marne |
|  |   | o  |    |    | Rosa Parks                              | 1    | XIX Distrito de París                                  | (futuro)                                                                 |
|  |   | o  |    |    | Pantin                                  | 2    | Pantin                                                 | andando                                                                  |
|  | o | o  | o  |    | Noisy-le-Sec                            | 3    | Noisy-le-Sec                                           |                                                                          |
|  |   |    | o  |    | Bondy                                   | 3    | Bondy                                                  |                                                                          |
|  |   |    | o  |    | Le Raincy - Villemomble - Montfermeil   | 4    | Le Raincy, Villemomble                                 |                                                                          |
|  |   |    | o  |    | Gagny                                   | 4    | Gagny                                                  |                                                                          |
|  |   |    | o  |    | Le Chénay-Gagny                         | 4    | Gagny                                                  |                                                                          |
|  |   |    | o  | E2 | Chelles - Gournay                       | 4    | Chelles, Gournay-sur-Marne                             |                                                                          |
|  | o |    |    |    | Rosny-Bois-Perrier                      | 3    | Rosny-sous-Bois                                        |                                                                          |
|  | o |    |    |    | Rosny-sous-Bois                         | 3    | Rosny-sous-Bois                                        |                                                                          |
|  | o |    |    |    | Val de Fontenay                         | 3    | Fontenay-sous-Bois                                     |                                                                          |
|  | o |    |    |    | Nogent - Le Perreux                     | 3    | Nogent-sur-Marne, Le Perreux-sur-Marne                 |                                                                          |
|  | o |    |    |    | Les Boullereaux-Champigny               | 3    | Champigny-sur-Marne                                    |                                                                          |
|  | x |    |    |    | Bry - Villiers - Champigny              | 4    | Bry-sur-Marne, Villiers-sur-Marne, Champigny-sur-Marne |                                                                          |
|  | o |    |    |    | Villiers-sur-Marne - Le Plessis-Trévise | 4    | Villiers-sur-Marne, Le Plessis-Trévise                 |                                                                          |
|  | o |    |    |    | Les Yvris-Noisy-le-Grand                | 4    | Noisy-le-Grand                                         |                                                                          |
|  | o |    |    |    | Émerainville - Pontault-Combault        | 5    | Émerainville, Pontault-Combault                        |                                                                          |
|  | o |    |    |    | Roissy-en-Brie                          | 5    | Roissy-en-Brie                                         |                                                                          |
|  | o |    |    |    | Ozoir-la-Ferrière                       | 5    | Ozoir-la-Ferrière                                      |                                                                          |
|  | o |    |    |    | Gretz-Armainvilliers                    | 5    | Gretz-Armainvilliers                                   |                                                                          |
|  | o | E4 | E4 | E4 | Tournan                                 | 5    | Tournan-en-Brie                                        |                                                                          |

## Explotación

### Ramales
Éole tiene 22 estaciones, de las cuales 3 están en París, de las cuales las dos únicas subterráneas.
El terminal oeste de la línea se establece en Haussmann-Saint-Lazare, estación en fondo de saco con 4 vías con correspondencia con la red suburbana de Saint-Lazare. La segunda estación en París es Magenta, con correspondencia con Gare du Nord y Gare de l'Est a pie por la calle. La tercera estación en París es Rosa Parks, con correspondencia con la línea tranviaria T3b.
La línea continúa hacia Pantin y Noisy-le-Sec (con correspondencia con la línea tranviaria T1) y se divide en dos ramales, uno hacia Chelles-Gournay (línea de Meaux) y el otro hacia Tournan. Este último tiene correspondencia con la línea RER A en Val de Fontenay.

### Nombre de los servicios
La primera letra del nombre del servicio que aparece en el frontal del tren y en los paneles informativos corresponde a la estación destino.
- C = Chelles-Gournay.
- D = Nogent-Le Perreux.
- E = Émerainville - Pontault-Combault.
- G = Gretz-Armainvilliers.
- H = Haussmann Saint-Lazare.
- N = Magenta.
- T = Tournan.
- V = Villiers-sur-Marne - Le Plessis-Trévise.

### Códigos
- C Haussmann Saint-Lazare > Chelles-Gournay:
  - COLE: efectúa parada en todas las estaciones excepto Pantin.
  - CIME: efectúa parada en todas las estaciones (circula sólo en caso de huelga).
  - KUTA: sin parada a Magenta.
  - VARY: sin parada a ningunas estaciones.
  - LYON:efectúa parada a Pantin
- D ''Haussmann Saint-Lazare > Nogent-Le Perreux (especial por obras):
  - DALO: efectúa parada en todas las estaciones.
  - LOLA:  sin parada a ningunas estaciones.
  - ROPO: con parada a Magenta
- E Haussmann Saint-Lazare > Émerainville - Pontault-Combault:
  - EURE: efectúa parada en Magenta, Noisy-le-Sec, Val de Fontenay y todas las estaciones entre Villiers-sur-Marne Le Plessis-Trévise y Emerainville Pontault-Combault.
- G Haussmann Saint-Lazare > Gretz-Armainvilliers (especiales por obras): 
  - GARI: efectúa parada en todas las estaciones.
  - GIRA : efectúa parada en Magenta, Val de Fontenay y todas las estaciones entre Villiers-sur-Marne Le Plessis-Trévise y Gretz-Armainvilliers.
  - GORA : efectúa parada en Magenta, Noisy-le-Sec, Val de Fontenay y todas las estaciones entre Villiers-sur-Marne Le Plessis-Trévise y Gretz-Armainvilliers.
- H trenes destino Haussmann - Saint-Lazare:
  - HALO: "Ómnibus" entre Villiers-sur-Marne - Le Plessis-Trévise o Nogent-Le-Perreux y Haussmann Saint-Lazare.
  - HARI: "Ómnibus" entre Tournan o Gretz-Armainvilliers y Haussmann Saint-Lazare.
  - HIRE: "Ómnibus" entre Tournan o Gretz-Armainvilliers y Villiers-sur-Marne Le Plessis-Trévise, directo a Val de Fontenay, Magenta y Haussmann Saint-Lazare.
  - HOLA: Magenta > Haussmann Saint-Lazare.
  - HOLE: Chelles-Gournay / Gagny > Haussmann Saint-Lazare, efectúa parada en todas las estaciones excepto en Pantin.
  - HORE: "Ombibús" entre Tournan o Gretz-Armainvilliers y Villiers-sur-Marne Le Plessis-Trévise, directo a Val de Fontenay, Noisy-le-Sec, Magenta y Haussmann Saint-Lazare.
  - HURE: Dessert toutes les gares de Emerainville-Pontault Combault à Villiers-sur-Marne Le Plessis-Trévise puis dessert Val de Fontenay, Noisy-le-Sec, Magenta et Haussmann Saint-Lazare.
- N trenes destino Magenta:
  - NOLE : Chelles-Gournay > Magenta, sin parada en Pantin.
  - NORD : Haussmann Saint-Lazare > Magenta
  - OPUS : Pantin > Magenta
- T Haussmann Saint-Lazare > Tournan:
  - TARI: efectúa parada en todas las estaciones.
  - TEWA: efectúa parada en Magenta, Noisy-le-Sec, Val de Fontenay y todas las estaciones de su recorrido hasta Tournan.
  - TIRE: efectúa parada en Magenta, Val de Fontenay y todas las estaciones entre Villiers-sur-Marne Le Plessis-Trévise y Tournan.
  - TORE: efectúa parada en Magenta, Noisy-le-Sec, Val de Fontenay y todas las estaciones entre Villiers-sur-Marne Le Plessis-Trévise y Tournan.
- V Haussmann Saint-Lazare > Villiers-sur-Marne - Le Plessis-Trévise:
  - VALO : efectúa parada en todas las estaciones.
  - TUCO : efectúa parada en Magenta

### Frecuencias

#### Hora punta
- 4 trenes/h Haussmann Saint-Lazare <> Villiers-sur-Marne - Le Plessis-Trévise (VALO).
- 4 trenes/h Haussmann Saint-Lazare <> Tournan (TIRE).
- 4 trenes/h Haussmann Saint-Lazare <> Chelles-Gournay (COLE).

El ramal de Tournan está cerca de la saturación porque la línea sólo tiene 2 vías a partir de Nogent-Le Perreux excepto en el tramo entre Emerainville - Pontault-Combault y Roissy-en-Brie, y el tráfico de trenes es muy elevado, pues aparte de los propios de la línea RER E, hay trenes transilien destino Provins y Coulommiers y trenes de mercancías y pasajeros de la línea París - Mulhouse. Sin embargo, frente a la necesidad aparente de 2 vías suplementarias, la obra se retrasa por culpa del coste.

#### Hora valle
- 2 trenes/h Haussmann Saint-Lazare <> Tournan (TIRE).
- 4 trenes/h Haussmann Saint-Lazare <> Villiers-sur-Marne - Le Plessis-Trévise (VALO).
- 4 trenes/h Haussmann Saint-Lazare <> Chelles-Gournay (COLE).

A partir de las 22:00
- 2 trenes/h Haussmann Saint-Lazare <> Tournan (TARI).
- 2 trenes/h Haussmann Saint-Lazare <> Villiers-sur-Marne - Le Plessis-Trévise (VALO).
- 4 trenes/h Haussmann Saint-Lazare <> Chelles-Gournay (COLE).